# Goniothalamus multiovulatus
Goniothalamus multiovulatus är en kirimojaväxtart som beskrevs av Suzanne Ast. Goniothalamus multiovulatus ingår i släktet Goniothalamus och familjen kirimojaväxter. Inga underarter finns listade i Catalogue of Life.